# Йохан Филип I фон Щадион
Йохан Филип I Йозеф фон Щадион (на немски: Johann Philipp Joseph von Stadion; * 6 октомври 1652, Маасмюнстер; † 2 януари 1742, Майнц) от стария благороднически род фон Щадион, е граф на Вартхаузен и Танхаузен в Швабия, Бавария, и обер-дворцов майстер в Курфюрство Майнц. Той основава бохемската линия на род фон Щадион.

## Биография
Той е петият, най-малък син (от 10 деца), на Йохан Кристоф фон Щадион (1610 – 1666/1662), амтман на епископа на Вюрцбург в Тримберг, и съпругата му Мария Агнес фон Ощайн (1610 – сл. 1632/сл. 1664), дъщеря на Йохан Георг фон Ощайн († 1635) и Агнес Фауст фон Щромберг. Най-големият му брат Франц Каспар фон Щадион (1637 – 1704) е княжески епископ на Лавант (1673 – 1704).
Йохан Филип е издигнат на имперски граф на 1 декември 1705 г. във Виена заедно с брат му Георг Хайнрих фон Щадион (1640 – 1716), който има служба в катедралния деканат във Вюрцбург.
През 1709 г. Йохан Филип е гросдворцов майстер на курфюрст Лотар Франц фон Шьонборн, архиепископ на Курфюрство Майнц.
Родът фон Щадион изчезва по мъжка линия през 1908 г. Наследници стават графовете фон Шьонборн-Буххайм.

## Фамилия
Първи брак: на 6 октомври 1675 г. с Анна Мария Ева Фауст фон Щромберг (* 2 август 1661; † 10 октомври 1683), дъщеря на Франц Ернст Фауст фон Щромберг и Мария Сузана Котвитц фон Ауленбах. Те имат пет деца:
- Мария Естер фон Щадион (* 6 юли 1677; † 13 декември 1719)
- Мария Анна Маргарета фон Щадион (* 9 август 1678; † 13 декември 1678)
- Франц Конрад фон Щадион и Танхаузен (* 29 август 1679, Арнщайн; † 6 март 1757, Бамберг), княжески епископ на Бамберг (1753 – 1757)
- Мария Максимилиана Августа фон Щадион (* 4 февруари 1681; † 24 февруари 1744), омъжена 1698 г. за граф Зитиг Херболд фон Берлепш (* 3 януари 1673; † 30 март 1712)
- Франц Хайнрих Йозеф фон Щадион (* 4 септември 1682; † 21 октомври 1683)

Втори брак: на 27 август 1685 г. с Мария Анна фон Шьонборн-Буххайм (* 25 септември 1669, Майнц; † 16 ноември 1704, Майнц), дъщеря на министъра граф Мелхиор Фридрих фон Шьонборн-Буххайм (1644 – 1717) и фрайин Мария Анна София фон Бойнебург (1652 – 1726). Те имат девет деца:
- Готфрид Анселм Кристоф фон Щадион (* 27 август 1686; † 25 май 1749, Бамберг)
- Мария София фон Щадион (* 15 октомври 1688; † 3 октомври 1773)
- Анна Шарлота Елизабет фон Щадион (* 22 септември 1689; † 11 август 1763), омъжена на 25 ноември 1708 г. за граф Франц фон Глайхен и Хатцфелд (* 16 април 1676; † 27 февруари 1738)
- Антон Хайнрих Фридрих фон Щадион (* 5 април 1691, Вюрцбург; † 26 октомври 1768, Вартхаузен), женен на 27 юни 1724 г. във Фрайбург за Мария Анна Августа Антония Еуфемия Еуфрозина фон Зикинген цу Хоенбург (* 3 март 1706; † 3/27 октомври 1774)
- Йохан Филип Йозеф фон Щадион (* 28 юли 1692; † 1696/5 март 1698)
- Мария Анна Роза фон Щадион (* 18 август 1694; † 15 март 1752)
- Мария Катарина Йозефа фон Щадион (* 16 август 1696; † 12 юли 1697)
- Мария Терезия фон Щадион (* 24 август 1698; † 2 юли 1766), омъжена за фрайхер Марквард Готфрид Георг Шенк фон фон Щауфенберг (* 30 юли 1692; † 14 май 1734), син на фрайхер Йохан Вернер Шенк фон Щауфенберг (1654 – 1717)
- Франц Лотар Антон фон Щадион (* 22 септември 1700; † 1740/11 октомври 1739)

Трети брак: на 28 октомври 1705 г. в Майнц с Мария Анна Изабела Вамболт фон Умщат (* 15 октомври 1684, Бенсхайм; † 12 август 1764, Майнц), дъщеря на фрайхер Фридрих Хайнрих Вамболд фон Умщат (1628 – 1688) и Мария Ева фон Хоенек (1655 – сл.1696). Те имат десет деца:
- Лотар Георг Йозеф фон Щадион (* 26 (9/ноември) 1706; † 26 май/6 октомври 1769, Майнц)
- Йохан Филип фон Щадион (* 3 декември 1707; † 21 декември 1707)
- София Хелена (Терезия) фон Щадион (* 13 септември 1708; † 1790/28 март 1789)
- Вилхелм Лудвиг Фридрих фон Щадион (* 3 май 1711; † 15 септември 1712)
- Шарлота Мария Рудолфина Франциска фон Щадион (* 6 юни 1712; † 21 февруари 1715)
- Карл Анселм Казимир фон Щадион (* 12 октомври 1714; † 23 ноември 1717)
- Йохана Алойзия Магдалена София Хелена фон Щадион (* 1 ноември 1715; † 11 октомври 1783)
- Мария Анна Филипина фон Щадион (* 14 януари 1718; † 11 юни 1784), омъжена за фрайхер Лотар Вилхелм фон Валдердорф († 14 юли 1752); родители на:
  - Филип Франц Вилдерих Непомук фон Валдердорф (1739 – 1810), последният княжески епископ на Шпайер (1797 – 1802/1810)
- Йохан Хуго Йозеф Франц Филип Карл фон Щадион-Щадион и Танхаузен (* 20/25/29 ноември 1720; † 30 декември 1785), женен за Мария Анна Текла Валпургис Тереза Шенк фон Щауфенберг (* 28 декември 1728; † 25 януари/февруари 1799)
- Йохан Антон Казимир Карл фон Щадион и Танхаузен (* 15 януари 1726; † 12/15 януари 1789, Брухзал)